# Brouwerij Maximus
Brouwerij Maximus B.V., handelend onder de naam Maximus Brouwerij, is een Nederlandse brouwerij in De Meern, gemeente Utrecht. De brouwerij en het aanpalende proeflokaal zijn gelegen aan de Pratumplaats, op de grens met Leidsche Rijn en vlak bij het Castellum Hoge Woerd. 

## Geschiedenis en achtergrond
De brouwerij werd in 2011 opgericht door de bedrijfsleiders van het Utrechtse Kafé België, Ewald Visser en Arend-Jan Van Dieën, samen met Marcel Snater van brouwerij De Snaterende Arend in Amsterdam en Stichting Bouwloods. In 2011 is de brouwerij gestart met brouwen. Het brouwen gebeurde oorspronkelijk elders, waardoor Maximus toen een brouwerijhuurder was. Sinds 27 september 2012 wordt er ter plaatse gebrouwen en is het dus een echte brouwerij.
De brouwerij is een sociale onderneming en erkend MVO leerwerkbedrijf. In samenwerking met Stichting Bouwloods kunnen vroegtijdige schoolverlaters en langdurig zieken werkritme opbouwen en opleiding krijgen. De brouwerij ontving hiervoor financiële bijdragen van Start Foundation, VSBfonds en Stichting Doen.

## Onderscheidingen
Het bier Brutus werd in 2011 op het Utrechtse bierbrouwers festival gekozen tot meest gewaardeerde bier van de provincie Utrecht.

## Bieren
De brouwerij produceert diverse bieren, waaronder:
De vaste bieren:
- Brutus, speciaalbier, 6,0%
- Pandora, speciaalbier, 6,0%
- Highhops, India Pale Ale , 6,0%
- Aurora 0.30, alcohol arm, 0.30%

Wisselend op tap:
- Saison, 5,0%
- Violante, bokbier, 6,0%
- SummerAle, speciaalbier, 6,0%
- Bok, bokbier, 7,0%
- Articus, winterbier , 8,0%
- Stout 6, stout, 6,0%
- Stout 8, stout, 8,0%
- Sencha Porter, porter
- Grapevine, vicious red ale
- Fat Cherry, traditionele kriek
- Wicked Crystal (voorheen Crystal Meth), sour

In 2021 werd op basis van historische informatie het limesbier Limes Red Ale ontwikkeld, ter ere van de Romeinse limes.
Verschillende van deze bieren zijn verkrijgbaar op uiteenlopende plaatsen in Nederland, maar ook internationaal. Zo is Maximus Brutus onder meer verkrijgbaar in Oostenrijk, Cyprus, Denemarken, Frankrijk, Duitsland, Letland, Litouwen, Slowakije, Slovenië, Spanje en Zwitserland.

## Trivia
- Maximus Brouwerij ging na de coronacrisis "viraal" met het filmpje over (letterlijk) Schotten tussen de tafels.[13]
- Aurora Blond 0.30 heeft het alcoholpercentage te danken aan het netnummer van de gemeente Utrecht.[14]
- Vanwege de opmars van de drug Crystal meth werd in 2021 de naam van het bier Crystal Meth veranderd in Wicked Crystal.[15]